# Rotsklipdassen
Rotsklipdassen (Procavia) zijn een geslacht uit de familie klipdassen (Procaviidae). De wetenschappelijke naam van het geslacht werd in 1780 gepubliceerd door Gottlieb Conrad Christian Storr.

## Taxonomie
- Procavia capensis (Pallas, 1766) – Rotsklipdas
- † Procavia pliocenica (Hemprich & Ehrenberg, 1832)